# Vimeu
Pour les articles homonymes, voir Vimeux.
Le Vimeu est un pays traditionnel de France, situé dans l'ouest de la Picardie et délimité par deux vallées, celle de la Bresle au sud et celle de la Somme au nord.

## Toponymie
Le nom du Vimeu est issu du gaulois Viminavus. Le suffixe -avo (latinisé en -avus) a régulièrement abouti a -eu(x) en Picardie, x graphique étant fautif. Plus à l'ouest (Normandie, Anjou, etc.), il a donné la finale -ou. Ce suffixe gaulois permet de dériver des noms de lieux à partir de noms de rivière par exemple. Vimeux est dérivé du nom de Vismes qui désignait à l'origine uniquement la rivière Visme (Vimina), aujourd'hui la Vimeuse. Le radical est le mot gaulois minio- / meno- « doux », qualificatif souvent attribué à des rivières. Homonymie avec la Wümme en Allemagne, affluent de la Weser.

## Géographie

### Localisation et frontières
Les régions naturelles voisines, sont, dans le département de la Somme au nord, le Ponthieu et à l'est l'Amiénois. Au sud, la vallée de la Bresle marque la limite entre la Normandie (Talou) et la Picardie. A l'ouest, le Vimeu est bordé par la Manche.

### Géologie, topographie et hydrographie
Le Vimeu est un vaste plateau de craie, dont l'altitude varie entre 100 et 170 m, légèrement ondulé, incliné du sud-est au nord-ouest, caractérisé par de larges horizons calmes. Quelques vallons secs, longs et profonds, quelques petites vallées encaissées, soulignées par des bois, l'accidentent en particulier sur ses bordures. Le Vimeu s'achève par des versants raides au-dessus de la Bresle, de la Somme et des Bas-Champs bordant la Manche.
Les sols sont formés d'argile à silex et de craie ; ils sont recouverts d'une couche de limon ou de sables éoliens. Les vallées, où affleurent les alluvions, entaillent le socle de craie qui apparaît sur les versants.
Le territoire, versant sud, est irrigué par la Vimeuse, petit affluent de la Bresle, et le Liger. Le versant nord recueille les eaux de l'Airaines, l'Avalasse, la Trie, l'Amboise et le Drancourt dont les eaux rejoignent la Somme.

### Paysages et environnement
Le paysage agraire est caractérisé par des champs ouverts (openfield ou champagne) mais l'habitat éclate en de multiples hameaux. Les maisons se dispersent dans des prairies encloses de haies et plantées d'arbres fruitiers (pommiers, poiriers).
La partie ouest est dépourvue de massifs forestiers, l'est est lui, composé de nombreux bois.
Le littoral vimeusien est composé de falaises jusqu'au niveau de la ville de Ault puis par des plages de galets.

### Climat
Le climat qui affecte le plateau est de type océanique caractérisé par  des précipitations annuelles relativement abondantes (de l'ordre de 800 à 900 mm), une température annuelle moyenne de 10° C (avec peu de jours de gelée) et des vents d'ouest fréquents.

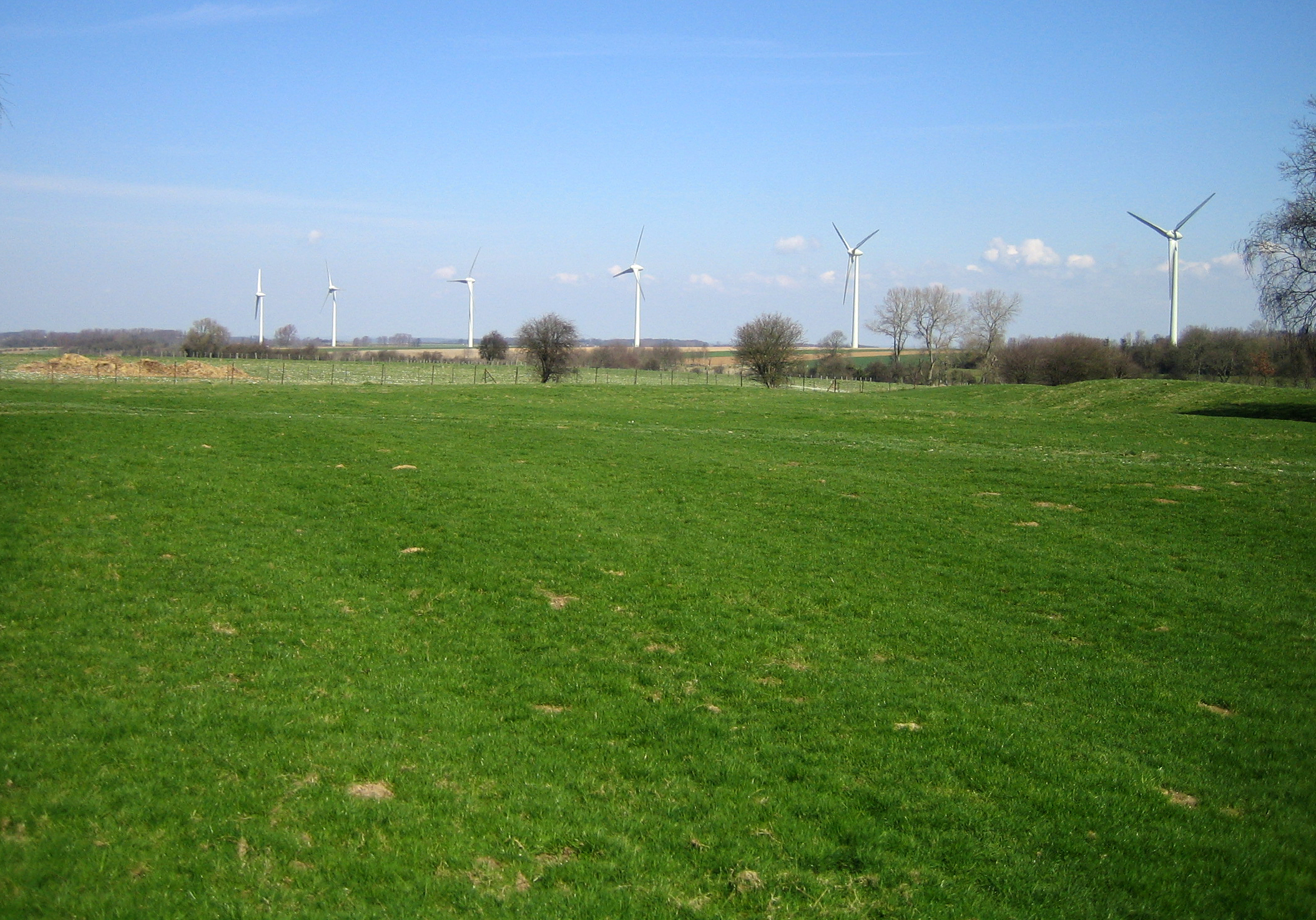
Éoliennes sur le plateau du Vimeu, vues de la motte de Fressenneville.

## Activités économiques

### Agriculture
Proche de la Normandie, le secteur a bénéficié de l'humidité qui a longtemps favorisé la culture de la betterave sucrière, des céréales et du lin. L'élevage dans des prairies plantées de pommiers à cidre rappelle les exploitations agricoles du sud de la Bresle.

### Berceau de la serrurerie et de la robinetterie

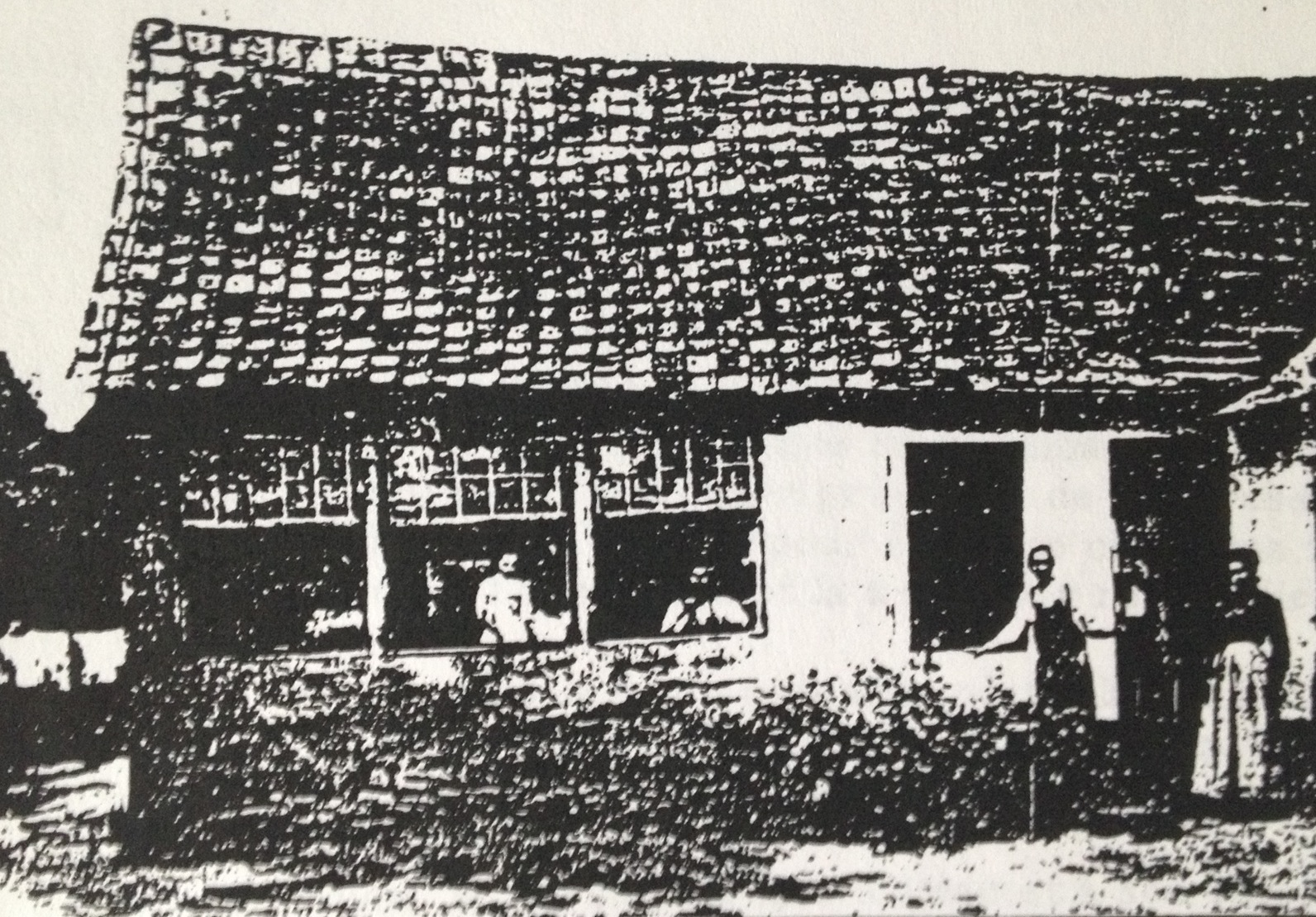
Atelier de serrurerie à Feuquières, début du XXe siècle.

Au début du XVIIe siècle, les seules activités industrielles établies dans le Vimeu sont celles du Fèvre (Forgeron), et du Munier (Menier). Le premier serrurier identifié dans le Vimeu est Jean Boutté vers 1604. Les autres serruriers cités sont des Grandsire, Caron, Ducorroy, Noël, Lefroit, Decayeux, Roque. Ces serruriers du Vimeu auraient pu être les premiers disciples ou les contemporains d'un Maquennehen, détenteur de la technicité des serrures vers 1570.
En tout cas, avant 1700, des serruriers sont déjà installés dans une petite trentaine de villages. La serrurerie s'implante, mais l'industrie qui marche est encore le textile. À Paris, Louis Charles Sterlin a installé depuis 1782 un commerce de serrurerie. La réputation des serrures du Vimeu est déjà connue dans la capitale. Sterlin a un commissionnaire installé à Woincourt, qui répartit les commandes entre les familles serrurières de la région. La production est alors acheminée à Paris en carrosse sur la « Route de la Serrure ». Une demi-douzaine de villages du Vimeu approvisionnent Paris en clefs. Le Vimeu est alors un des quatre centres de production française avec Charleville, Saint-Étienne et Tinchebray dans l'Orne.
À la Révolution, quelque 475 ateliers faisant vivre environ 2 500 personnes, tournent dans le Vimeu. Les villages serruriers commencent à se spécialiser, le cadenas pour Fressenneville ; la sûreté pour Feuquières-en-Vimeu[réf. nécessaire] ; le bec-de-cane pour Saint-Blimont ; le pêne dormant pour Ault ; etc ... Mais la force motrice, jusqu'au milieu du XIXe siècle, restera fournie par un manège à chevaux, quand ce n'est pas une roue entraînée par un chien. Pour l'ajustage des pièces, on ne connaît toujours que ce seul outil : la lime, « Sans lime point de serruriers » affirmait le Manuel de serrurerie publié en 1836.
Le premier matériau de la serrurerie est une tôle de fer d'origine lointaine : les Ardennes, Vierzon, l'Angleterre, la Belgique ; au mieux Montataire. La première innovation technique décisive sera le remplacement du fer par le cuivre fondu à Pont-Audemer ou Évreux. La seconde innovation sera le passage du cuivre à la fonte malléable.
La première fonderie de laiton du Vimeu, est créée à Tully en 1826. Dans la foulée, la première robinetterie est fondée par Edmond Decayeux vers 1830. La première fonderie de fonte malléable du Vimeu (qui deviendra la Fonderie Parmentier), fut implantée à Dargnies par Adamus Frenkl.
Jean Valentin fonde Valentin en 1944 à Bourseville dans la Somme, entreprise spécialisée dans la production de siphons.
L'activité industrielle se diversifiera grandement à partir du XIXe siècle. C'est ainsi que FAVI SA est créé en 1957 à Hallencourt.
Les métiers (Codes NAF) actuellement (2014) mobilisés sont :
- Fabrication de serrures et ferrures 20 entreprises, soit 23 % de l’emploi salarié industriel du Vimeu[7] ;
- Fabrication d’articles de robinetterie 38 entreprises, soit 13 % de l’emploi salarié industriel du Vimeu[7] ;
- Fonderie aut. métaux non ferreux 32 entreprises, soit 5,2 % de l’emploi salarié industriel du Vimeu[7] ;
- Décolletage 14 entreprises, soit 7,8 % de l’emploi salarié industriel du Vimeu[7] ;
- Traitement et revêtement des métaux 11 entreprises, soit 4,3 % de l’emploi salarié industriel du Vimeu[7] ;
- Fabrication de pièces techniques en matière plastique 2 entreprises, soit 2,2 % de l’emploi salarié industriel du Vimeu[7] ;
- Fabrication d’outillage mécanique 3 entreprises), 1,4 % de l’emploi salarié industriel du Vimeu[7] ;

### Industrie verrière
Le sable de la vallée de la Bresle, et le bois de la forêt d'Eu ont favorisé l'implantation d'une industrie du verre, spécialisée dans le flaconnage, en perpétuelle évolution et réputée être à la pointe de la production mondiale (plus de 75 % de la production mondiale de flacons de luxe pour la parfumerie, les spiritueux ou la pharmacie selon certaines sources. Les métiers (Codes NAF) mobilisés sont : 
- Fabrication de moules et modèles avec 5 entreprises (en 2014), soit 2,1 % de l’emploi salarié industriel du Vimeu[7] ;
- Production de sables et granulats avec 2 entreprises (en 2014), 1,6 % de l’emploi salarié industriel du Vimeu[7] ;
- Fabrication de verre creux avec 22 entreprises (en 2014), 5,2 % de l’emploi salarié industriel du Vimeu[7].

### Tourisme
L'attrait des villes côtières fait de la contrée un « pays » de villégiature.
Le patrimoine constitué de demeures exceptionnelles et d'églises aux charpentes parfois sculptées de blochets et de dentelles, des croix de tuf, témoins d'un riche passé, attire des citadins métropolitains mais aussi le touriste étranger sensible à la qualité de l'accueil qui lui est réservé localement.

### Séquelles industrielles
L'industrie ancienne de ce secteur a été cause d'un déboisement de la région et a laissé quelques séquelles de pollution des sols et de l'eau. 
En 1999, la DRIRE et le BRGM ont lancé une synthèse des connaissances hydrogéologiques et hydrogéochimiques sur les eaux souterraines de la région du Vimeu. En 2001-2002, à la suite d'un Arrêté intégré de février 1998 révisé en 2001, des arrêtés préfectoraux ont prescrit aux entreprises classées ICPE une surveillance semestrielle.
Dans les années 90, divers acteurs dont la CCI d’Abbeville-Picardie Maritime ont engagé des actions de restauration de la qualité de l’environnement (gestion de l'eau et des déchets en particulier et gestion des rejets industriels depuis 1997, aidés à partir de 2000, par une « animatrice de la protection de la ressource en eau » puis - en lien avec l'UIMM) avant de mettre en place une « surveillance mutualisée des eaux souterraines » via une association "AQUA PM".

## Urbanisme

### Axes de communication
La région est une zone de transition entre le Nord de la France, plus précisément Boulogne-sur-Mer et Calais, et la Normandie avec Rouen. Le Vimeu étant une région très bien relié, cela a favorisé l'industrialisation de la région. L'axe principal est l'autoroute A28 reliant Abbeville à Rouen.
Il y a 2 routes départementales majeures: la RD 925 traversant d'ouest en est le Vimeu. Elle permet de rejoindre Doullens à Mers-les-Bains en passant par Abbeville. La RD 901 relie Abbeville à Beauvais en passant par Airaines.

### Transports
Le Vimeu n'est plus traversée par le chemin de fer depuis 2018 La ligne d'Abbeville à Eu a existé de 1882 à 2018, date de sa fermeture, faute de rentabilité et de fonds pour les infrastructures, Néanmoins, celle ci pourrait rouvrir d'après une étude indépendante: en effet, le projet est actuellement en suspens, n'étant pas inscrit dans le plan Etat-Région de 2023.

## Politique et administration
Le Vimeu est un pays traditionnel s'étendant sur les départements de la Somme et de l'Oiseet fait intégralement parti de la région Hauts-de-France.
Son territoire est partagé entre plusieurs intercommunalités, parmi elles la Communauté de communes du Vimeu dans son intégralité, la communauté de communes Somme Sud Ouest, des Villes Sœurs, Nièvre et Somme (Hangest-sur-Somme uniquement), de la Picardie Verte et la communauté d'agglomération de la Baie de Somme en partie.

Densité de population dans le pays traditionnel du Vimeu en 2021,

#### Patrimoine architectural

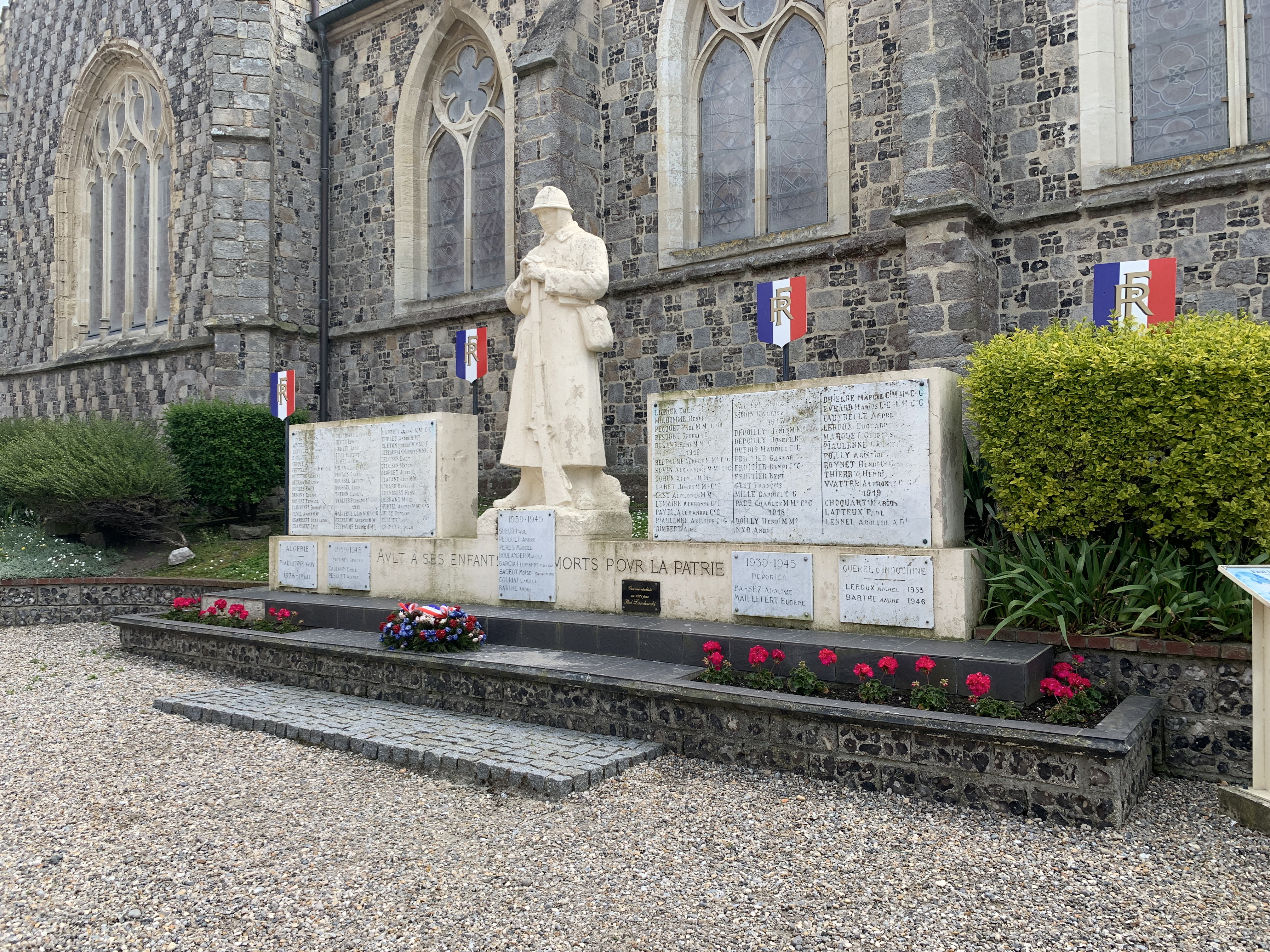
Monument aux morts d'Ault

## Population
La densité de population du Vimeu est assez hétérogène en fonction des territoires. En effet, le sud du territoire est très peu peuplé avec nombre de communes d'une densité inférieure à 25 hab/km². La côte et le Vimeu industriel, sont eux, plus peuplés. 
| Nom                    | Code Insee | Intercommunalité       | Superficie (km2) | Population (dernière pop. légale) | Densité (hab./km2) | Modifier                                    |
| ---------------------- | ---------- | ---------------------- | ---------------- | --------------------------------- | ------------------ | ------------------------------------------- |
| Abbeville              | 80001      | CA de la Baie de Somme | 26,42            | 22 406 (2022)                     | 848                | modifier les données · modifier les données |
| Friville-Escarbotin    | 80368      | CC du Vimeu            | 8,86             | 4 394 (2022)                      | 496                | modifier les données · modifier les données |
| Mers-les-Bains         | 80533      | CC des Villes Sœurs    | 5,39             | 2 536 (2022)                      | 471                | modifier les données · modifier les données |
| Feuquières-en-Vimeu    | 80308      | CC du Vimeu            | 7,99             | 2 432 (2022)                      | 304                | modifier les données · modifier les données |
| Gamaches               | 80373      | CC des Villes Sœurs    | 9,92             | 2 421 (2022)                      | 244                | modifier les données · modifier les données |
| Saint-Valery-sur-Somme | 80721      | CA de la Baie de Somme | 10,50            | 2 350 (2022)                      | 224                | modifier les données · modifier les données |
| Cayeux-sur-Mer         | 80182      | CA de la Baie de Somme | 26,29            | 2 344 (2022)                      | 89                 | modifier les données · modifier les données |
| Airaines               | 80013      | CC Somme Sud-Ouest     | 24,88            | 2 227 (2022)                      | 90                 | modifier les données · modifier les données |
| Fressenneville         | 80360      | CC du Vimeu            | 8,66             | 2 086 (2022)                      | 241                | modifier les données · modifier les données |
| Hornoy-le-Bourg        | 80443      | CC Somme Sud-Ouest     | 51,23            | 1 641 (2022)                      | 32                 | modifier les données · modifier les données |

## Culture locale et patrimoine

### Lieux et monuments

#### Patrimoine culturel
Des monuments aux morts du Vimeu sont œuvres de sculpteurs notables :
- Emmanuel Fontaine (1856-1935) à Mers-les-Bains.
- Paul Landowski (1875-1961) à Ault.
- Louis Leclabart (1876-1929) à Abbeville.
- Albert Roze (1861-1952) à Cayeux-sur-Mer, Chépy, Friaucourt, Friville-Escarbotin et Saint-Valery-sur-Somme.

### Personnalités nées dans le Vimeu

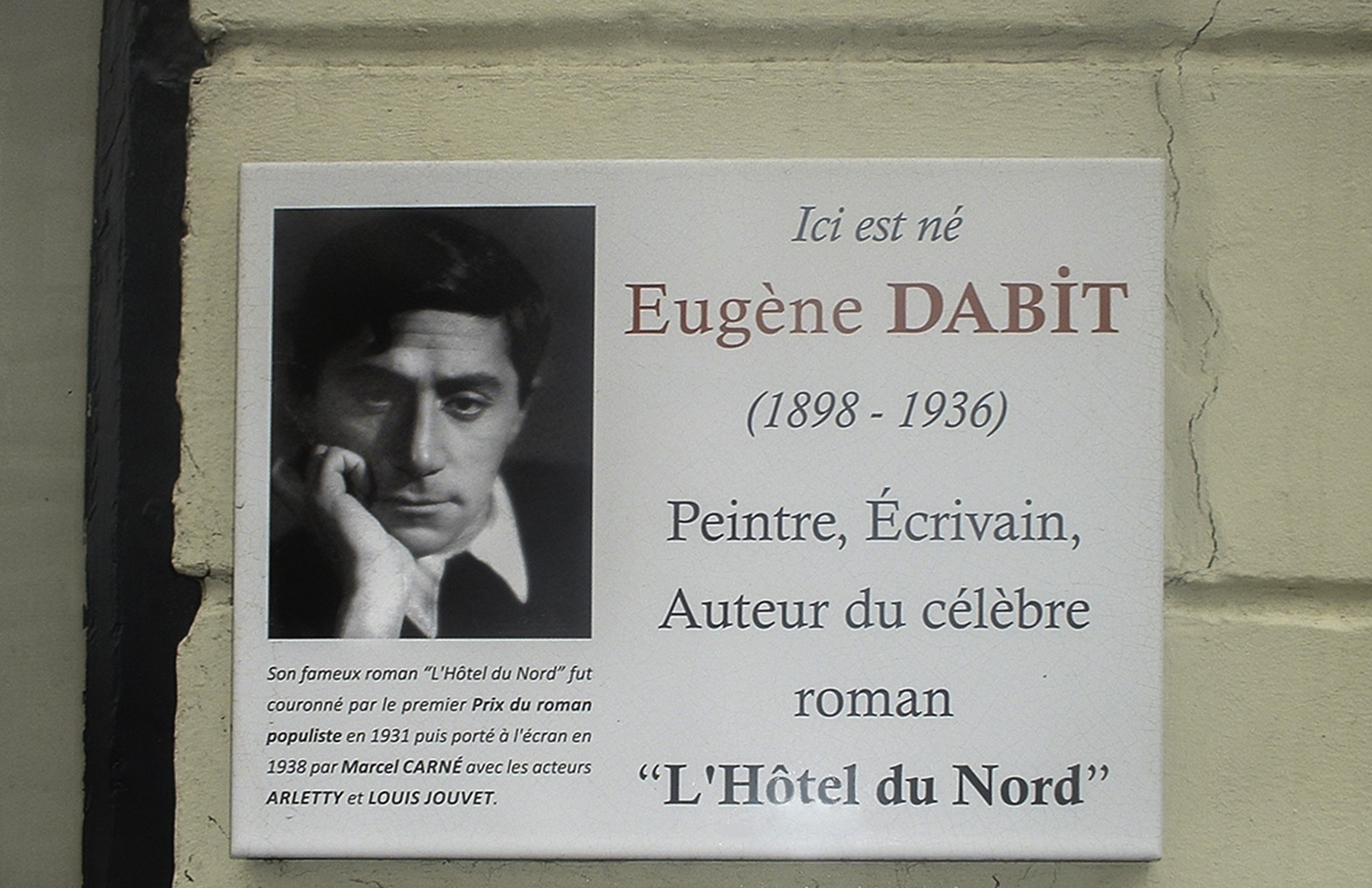
Eugène Dabit

#### Dessinateurs, peintres et sculpteurs
- Jean-Baptiste Poultier (1653-1719), sculpteur né à Huppy.
- Jean-François-Martial Dergny (1809-1880), prêtre et peintre né à Cayeux-sur-Mer.
- Emmanuel Fontaine (1856-1935), sculpteur né à Abbeville.
- Georges Bilhaut (1882-1963), peintre et historien de l'art né à Abbeville.
- Eugène Dabit (1898-1936), peintre et écrivain né à Mers-les-Bains.
- Jacques Lestrille (1904-1985), peintre et lithographe né à Ault.
- Michel Douay (1914-2010), auteur de bandes dessinées né à Saint-Quentin-la-Motte-Croix-au-Bailly.
- Paul Petit (1920-2009), peintre, lithographe et écrivain né à Saint-Valery-sur-Somme.

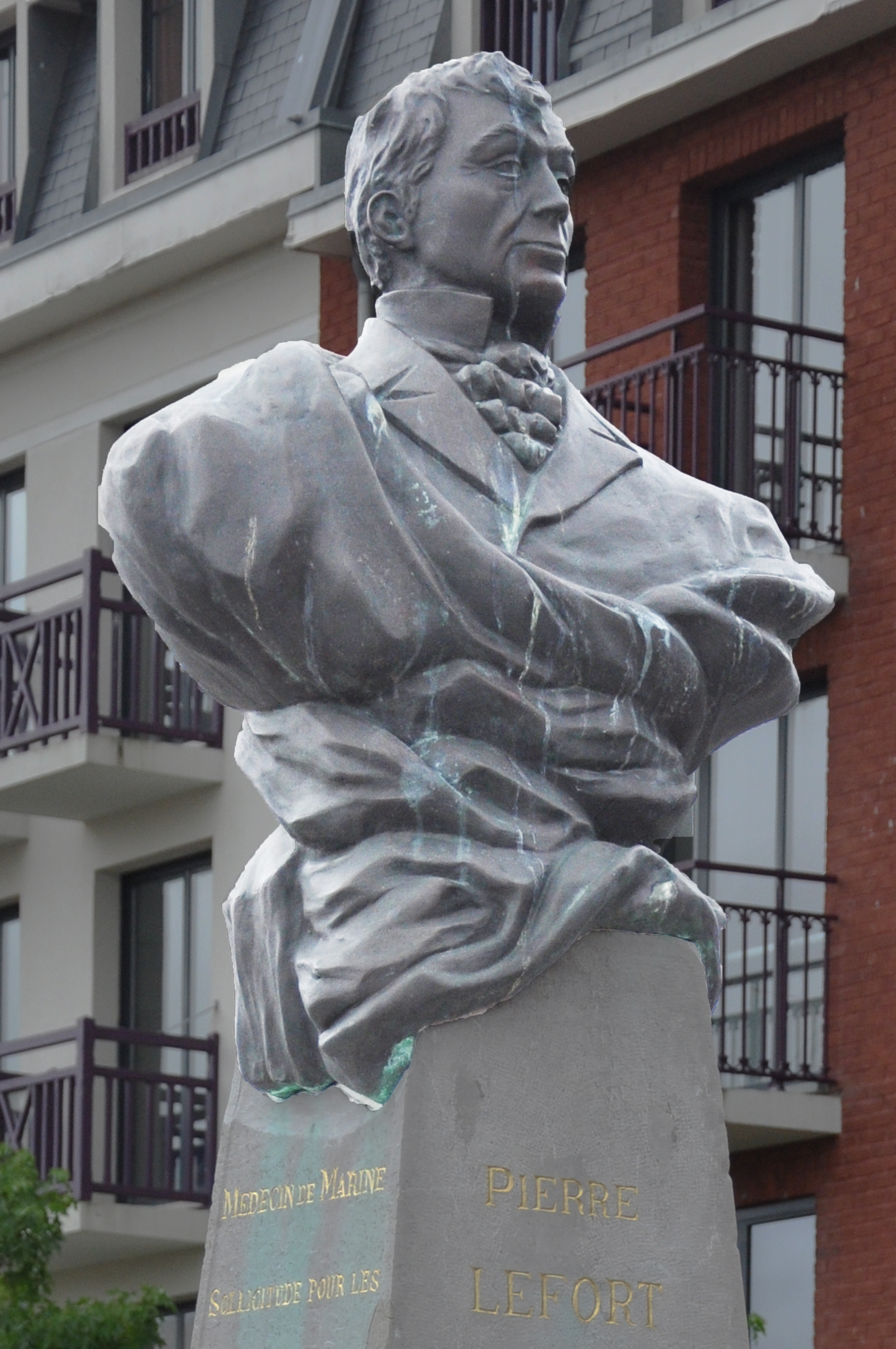
Pierre Lefort

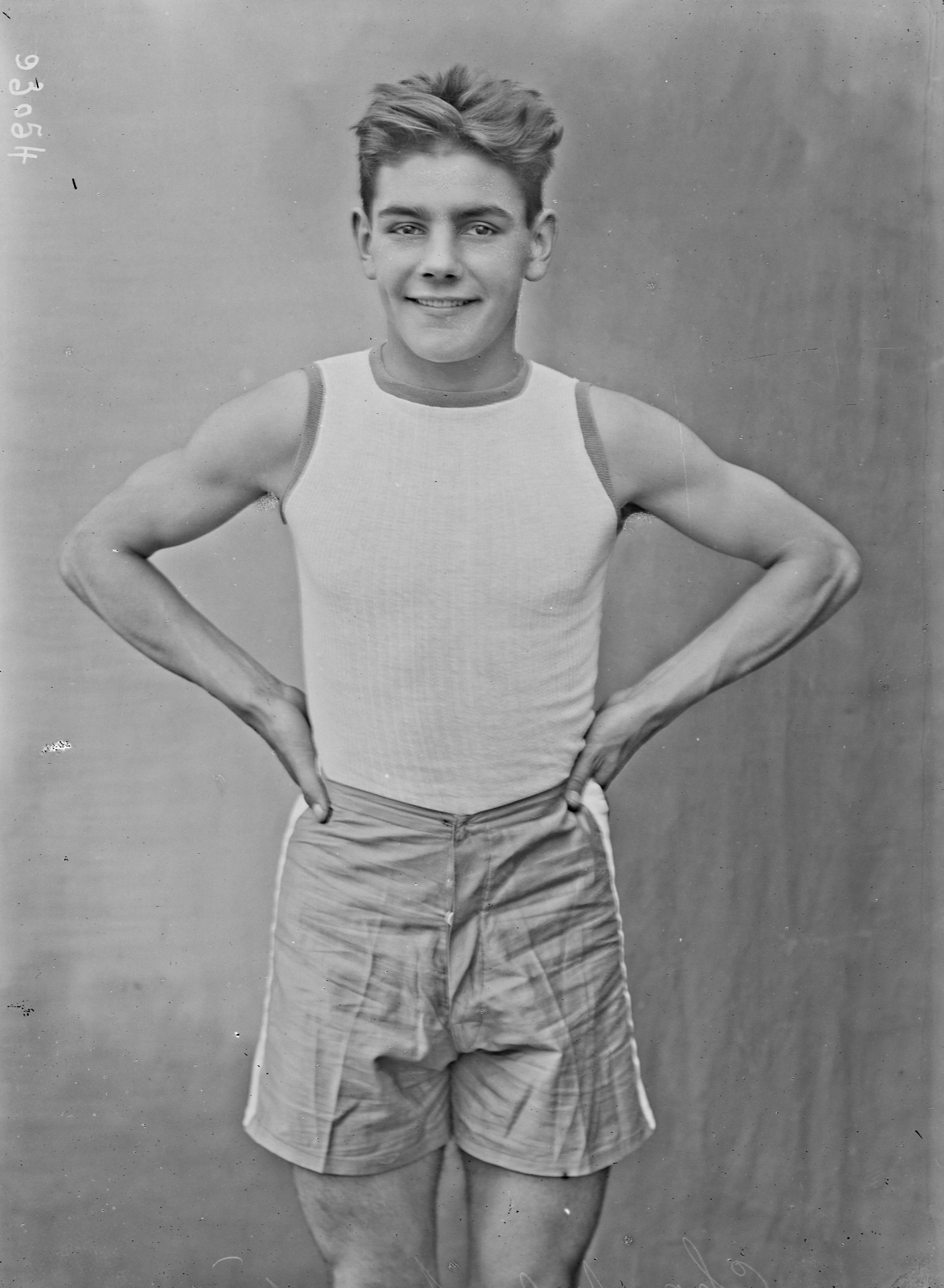
Augustin Chantrel

#### Médecins et chirurgiens
- Jean Tagault (vers 1499-1545), né à Cerisy-Buleux.
- Pierre Lefort (1767-1843), né à Mers-les-Bains.
- Théodoric-Nilammon Lerminier (1770-1836), né à Abbeville.
- Alfred Le Roy de Méricourt (1825-1901), né à Abbeville.

#### Musiciens
- Pierre Février (1696-1760), compositeur né à Abbeville.
- Charles Noblet (1715-1769), compositeur né à Abbeville.
- Jean-Jacques Beauvarlet-Charpentier (1734-1794), compositeur né à Abbeville.
- Pierre-François Levasseur (1753-1815), compositeur né à Abbeville.
- Alexis-Henri Fissot (1843-1896), compositeur né à Airaines.

#### Sportifs
- André Hurtevent (1906-1988), footballeur né à Abbeville.
- Augustin Chantrel (1908-1956), footballeur né à Mers-les-Bains.
- Guy Hernas (1934-1998), footballeur né à Dargnies.
- Jean-Pierre Robert (1957-), footballeur né à Abbeville.
- Michaël Debève (1970-), footballeur né à Abbeville.
- Jérémy Stravius (1989-), nageur né à Abbeville.
- Marie-Charlotte Léger (1996-), footballeuse née à Abbeville.

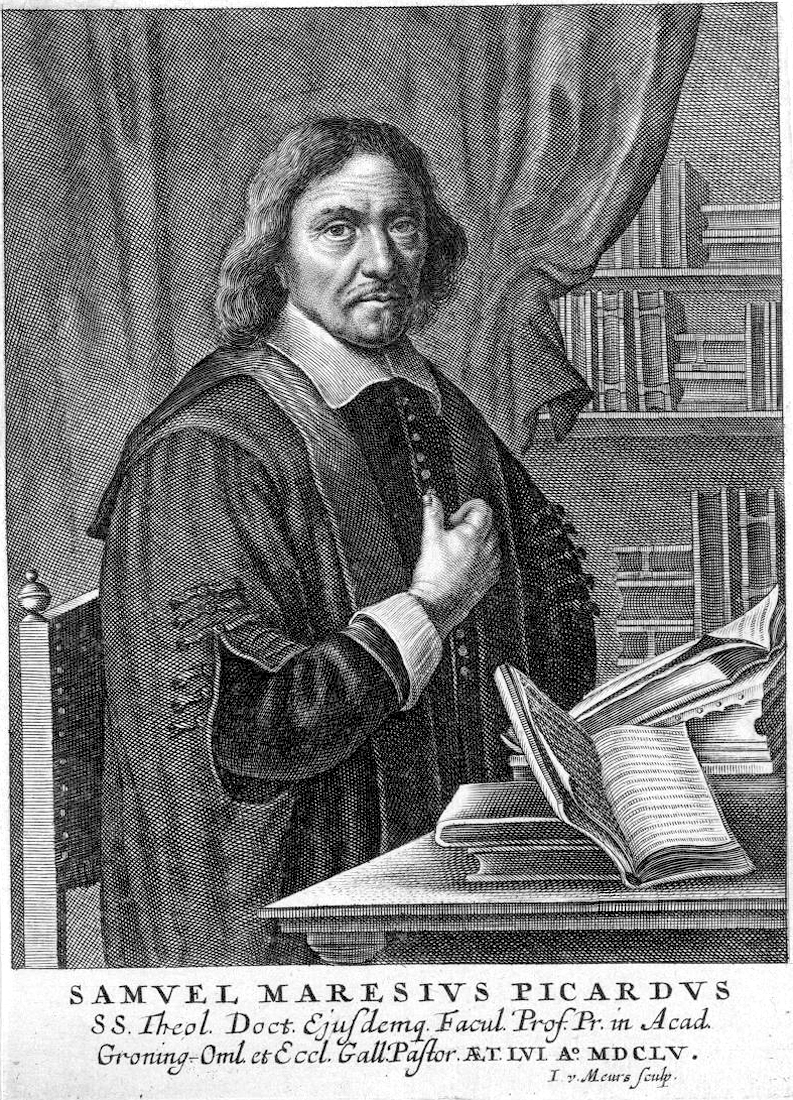
Samuel Desmarets

#### Théologiens
- Jacques Latomus (vers 1475-1544), né à Cambron.
- François Vatable (vers 1495-1547), né à Gamaches .
- Samuel Desmarets (1599-1673), né à Oisemont.
- Jacques-Philippe Lallemant (1660-1746), né à Saint-Valery-sur-Somme.

## Emblèmes et symboles
Le Vimeu n'a qu'un seul symbole, son blason.
| blason du Vimeu. | Les armoiries du Vimeu se blasonnent ainsi : « fascé d'argent et d'azur, à la bordure de gueules. » |